# 生きてゆくのです♡
「生きてゆくのです♡」（いきてゆくのです）は、DREAMS COME TRUEの47作目のシングル。2010年7月7日発売。

## 概要
ドリカム初の2週連続シングルリリースの第2作。通称『青ドリ』。ビートルズの「青盤」に対するリスペクトで、「イキイキ!」をテーマに制作した。大塚製薬「ポカリスエット」とのコラボレーション作品で、ポカリスエットの発売30周年を記念して展開され、同年秋にはポカリスエットとのスペシャルライブ「POCARI SWEAT 30th SPECIAL LIVE ドリ×ポカリ ～イキイキ!～」も開催決定。
初回限定盤と通常盤の2バージョンでリリース。初回限定盤は記録用に撮影（発売する予定はなかった）「DCT-TV special WINTER FANTASIA 2009 ～DCTgarden“THE LIVE!!”」のダイジェストと、「生きてゆくのです♡」のフルミュージックビデオを収録したDVD付。
ジャケットは、初回限定盤と通常盤で異なるが、初回限定盤は「巻き帯」になっており、歌詞カードには通常盤のジャケット写真がある。
カップリングは、前作に続き、『DREAMS COME TRUE CONCERT TOUR 2009 ドリしてます?』のメドレーが入っている。

## 収録曲

### CD
1. 生きてゆくのです♡
  - 作詞：吉田美和／作曲：吉田美和／編曲：中村正人・吉田美和
  - 吉田美和が編曲に参加したのは、アルバム『monkey girl odassey』収録の「プライドなんて知らない」「ごめんねDJ」以来となる。
  - 2010年のNHK『第61回NHK紅白歌合戦』でテレビ初披露され、2年連続2回目のトリを務めた。ブラスバンド隊と共演での披露となったほか、吉田と中村は揃って和服姿で登場した。
2. DREAMS COME TRUE CONCERT TOUR 2009 "ドリしてます？"スペシャルメドレー③
（なんて恋したんだろ〜みつばち〜24/7 -TWENTY FOUR/SEVEN-〜いつのまに〜マスカラまつげ〜やさしいキスをして〜空を読む〜何度でも）
  - 2009年に行われた20周年ツアーのライブ音源。全8曲のメドレー。
  - 2009年10月1日に発売されたDVD・Blu-ray『20th Anniversary DREAMS COME TRUE CONCERT TOUR 2009 "ドリしてます?"』と同じ音源である。

### DVD
- DCT-TV special WINTER FANTASIA 2009 ～DCTgarden“THE LIVE!!” ダイジェスト -後編-
  - 連れてって 連れてって
  - SNOW DANCE
  - もしも雪なら
  - LAT.43°N 〜forty-three degrees north latitude〜
  - サンタと天使が笑う夜
  - WINTER SONG 〜DANCING SNOWFLAKES VERSION〜
- TV-SPOT集
  - 20th Anniversary DREAMS COME TRUE CONCERT TOUR 2009 "ドリしてます?"
  - 史上最強の移動遊園地 DREAMS COME TRUE WONDERLAND 2007
- 「生きてゆくのです♡」ミュージックビデオ

## 収録アルバム
- LOVE CENTRAL (#1)

## タイアップ
生きてゆくのです♡
- POCARI SWEAT 30th タイアップソング